# Jaroslav Hašek
Pour les articles homonymes, voir Hašek.
Œuvres principales
Le Brave Soldat Chvéïk
Jaroslav Hašek (30 avril 1883 - 3 janvier 1923) est un romancier, communiste ,humoriste et journaliste libertaire d'origine tchécoslovaque, rendu célèbre par son chef-d'œuvre satirique Le Brave Soldat Chvéïk. Il représente, avec Franz Kafka, le renouveau littéraire pragois du début du XXe siècle.

## Une jeunesse difficile
Jaroslav Hašek est né en 1883 à Prague. Il était le fils de Josef Hašek, un professeur de mathématiques enseignant au collège, et de sa femme Katerina.
La pauvreté força la famille, avec ses trois enfants (Bohuslav, de trois ans plus jeune que Jaroslav, et Maria, une cousine orpheline) à déménager plus d'une dizaine de fois. Jaroslav ne connut jamais de foyer fixe, une absence de racine qui influença sa vie errante de manière décisive.
Dépressif, son père fut emporté en 1896 par ses excès d'alcool, alors que le jeune Jaroslav n'avait que treize ans.
Jaroslav entraîna bien vite le désespoir de sa mère Katerina, qui voulait faire de lui un citoyen respectable mais n'arrivait pas à l'éduquer convenablement. Il abandonna le collège dès l'âge de quinze ans et un pharmacien du nom de Kokoska en fit son assistant un certain temps. Toutefois il finit par obtenir une formation à l'académie commerciale de Prague, où il obtint un diplôme à dix-neuf ans. Il trouva un emploi à la Slava Bank, mais fut vite renvoyé, car il semblait déjà très porté sur la boisson.

## L'anarchiste impétueux
Très vite dans sa carrière, Hašek s'affirma activement en tant qu'anarchiste et publia de très nombreux textes dans la presse politique de langue tchèque. En 1907, il devint rédacteur en chef du périodique anarchiste Komuna. Il est ensuite journaliste aux périodiques Ženský obzor (L'Horizon de la femme, à partir de 1908), Svět zvířat (Le Monde des animaux, un journal satirique), České slovo (Le Mot tchèque, à partir de 1911), mais aussi et de manière irrégulière aux journaux Čechoslovan, Pochodně, Humoristicky listy.
Il fonde en 1911 le Parti du lent progrès dans les limites de la loi (Stranu mírného pokroku v mezích zákona) et se présente comme son candidat tout en caricaturant les autres partis et le mode de scrutin.
Désireux à un moment de retrouver une existence moins mouvementée, il épousa Jarmila Mayerová (cs), elle-même une écrivaine, mais sans grand succès. Il se fit une spécialité du vol et du trafic de chiens, allant jusqu'à inventer de faux pedigrees pour revendre des bâtards à un meilleur prix, comme le fera Chvéïk dans son roman.
Les pulsions suicidaires ne lui étaient pas étrangères et on l'empêcha un jour de justesse de se jeter du Pont Svatopluk Čech à Prague. À la suite de cet incident, il passa une courte période en établissement psychiatrique, ce qui là aussi constituera plus tard pour lui une source d'inspiration.
Hašek eut un enfant de Jarmila, Richard. Mais sa femme le quitta peu après pour retourner chez ses parents, emportant Richard avec elle. Jaroslav en fut réduit à louer une chambre dans un bordel, le U Valsu.

## Hašek chez les Soviets
En 1915, Jaroslav Hašek, qui avait acquis une solide réputation de noceur, fut enrôlé dans l'armée autrichienne. Il fut incorporé au 91e régiment autrichien sur le front de Galicie en 1915 et n'hésitera pas plus tard à ridiculiser ses supérieurs, dans Le Brave Soldat Chvéïk, sous leurs véritables noms.
Hašek servit également en Bohême du sud avant de gagner la Hongrie. En septembre 1915, son unité fut isolée à la suite d'une percée des troupes russes et Hašek se rendit aux Russes. Il fut emprisonné dans un camp en Ukraine, puis dans l'Oural.
En 1917, la Révolution russe mit fin à la guerre sur le front de l'Est. Hašek, libéré, s'engagea dans la Légion tchèque, une organisation visant à émanciper les Tchèques de la tutelle austro-hongroise. Puis, il s'engagea volontairement au service des Bolcheviks en 1918, qui en firent un commissaire politique dans la 5e armée russe. Ce sont ces années de sa vie qui sont racontées avec beaucoup d'humour et d'ironie dans Aventures dans l'Armée rouge.

## Le retour à Prague et les «années Chveïk»

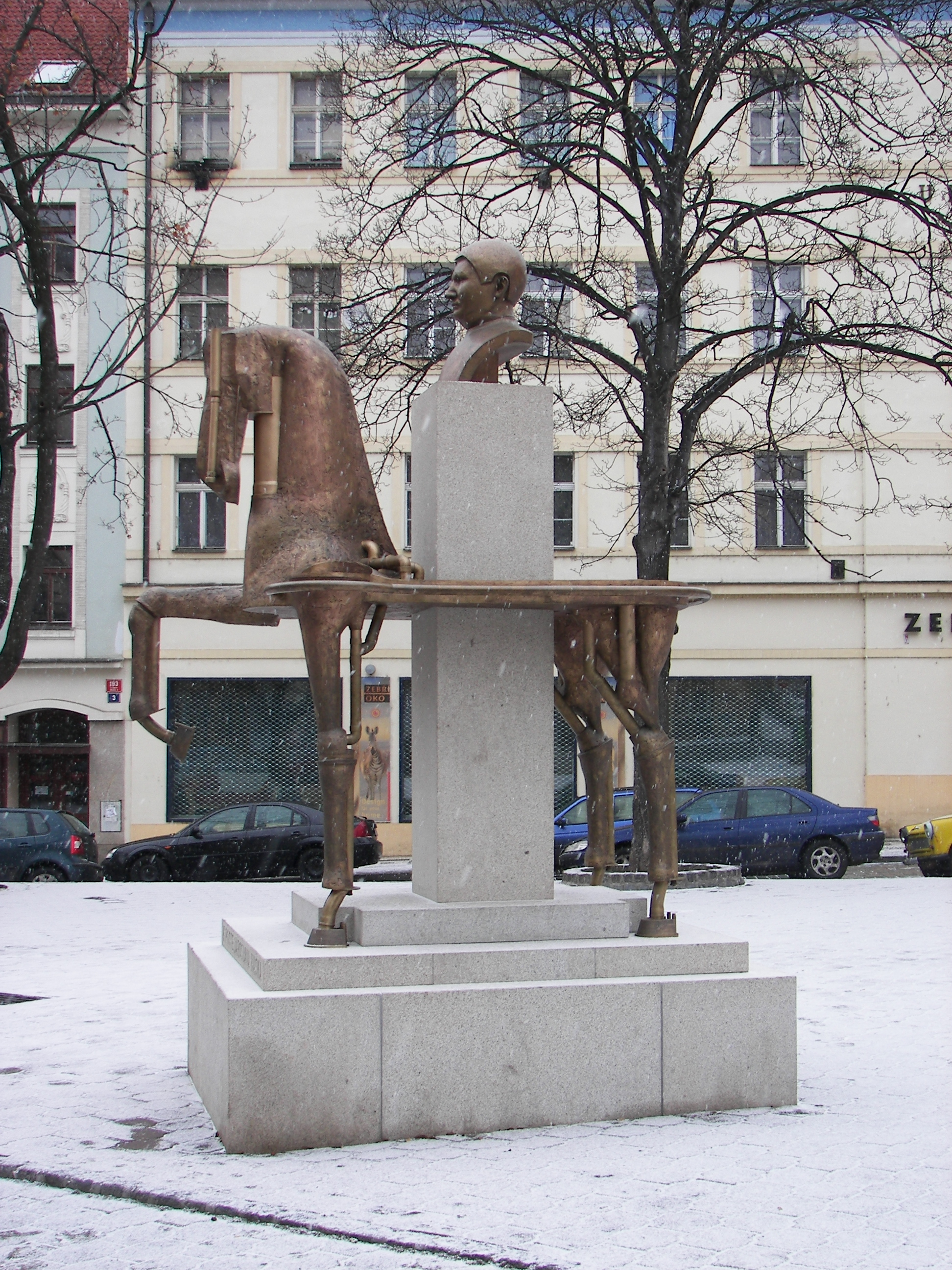
Monument à Jaroslav Hašek dans le quartier pragois de Žižkov.

Jaroslav Hašek fut de retour à Prague en 1920, capitale de la nouvelle Tchécoslovaquie et s'engagea plus que jamais dans la politique, guidé par ses idéaux communistes et nationalistes. De Russie il ramenait, entre autres, une nouvelle « épouse », bien que n'ayant jamais divorcé d'avec Jarmila.
Tout en continuant à boire énormément, Hašek entama l'écriture rapide des aventures du brave soldat Chvéïk, un personnage qu'il avait déjà créé dans d'autres histoires, aujourd'hui perdues. La verve noire et comique de Jaroslav Hašek s'adressait directement au petit peuple.
Hašek avait l'intention d'en écrire six volumes, mais il ne put en terminer que trois, car il mourut le 3 janvier 1923 à Lipnice nad Sázavou de tuberculose aggravée par son alcoolisme
.
Ces trois volumes furent publiés, suivis par un quatrième volume, posthume et inachevé, mais terminé par son ami Karel Vaněk.
En 1991, les quelques écrits de jeunesse non perdus de Hašek furent rassemblés sous le titre Le Scandale de Bachura et autres nouvelles.
Un monument équestre à sa mémoire a été érigé en 2005 dans le quartier pragois de Žižkov où Hašek vécut. C'est la dernière œuvre de son auteur, le sculpteur tchèque Karel Nepraš (cs).

## Œuvres traduites en français
- Les Aventures du brave soldat Švejk, Gallimard, 1932, Folio no 676, 1975
- L'École de l'humour, Marabout poche, Gérard & Compagnie, 1969
- Nouvelles aventures du brave soldat Chvéïk , Gallimard, Folio no 1663, 1985
- Dernières Aventures du brave soldat Chvéïk, Gallimard, L'Imaginaire n° 577, 2009.
- De Prague à Budapest, Ibolya Virág, 1999
- Histoire du Parti pour un progrès modéré dans les limites de la loi, Fayard, 2008
- Aventures dans l'Armée rouge, Éditions La Baconnière, Collection dirigée par Ibolya Virág, 2015
- Le guide du "RIEN", éditions La Baconnière, 2024
- À bas le pouvoir, KC éditions, 2025

## Filmographie partielle
- 1926 : Dobrý voják Svejk de Karel Lamač
- 1957 : Dobrý voják Svejk de Karel Steklý